# Вит (князь литовский)
Вит — мифический литовский князь, упоминаемый в Воскресенской летописи. В польских и литовских источниках упоминание этого князя отсутствует. По мнению историка медиевиста XIX века А. В. Экземплярского, сообщение Воскресенской летописи является «басней». Согласно летописи, Вит — сын Данила Ростиславича, который также является персонажем мифологическим. Якобы после смерти Миндовга в 1265 году Вит стал править Литовским княжеством. По мнению некоторых белорусских историков, упоминание о Вите может быть отражением реальной исторической фигуры — великого князя Витеня.